# پارک هی یونگ (بازیکن فوتبال، زاده ۱۹۹۱)
پارک هی یونگ (انگلیسی: Park Hee-young؛ زادهٔ ۲۱ مارس ۱۹۹۱) بازیکن فوتبال اهل کره جنوبی است.

وی همچنین در تیم‌های ملی فوتبال South Korea women's national under-17 football team, South Korea women's national under-20 football team، و زنان کره جنوبی بازی کرده‌است.